# Xã Wheaton, Quận Hand, Nam Dakota
Xã Wheaton (tiếng Anh: Wheaton Township) là một xã thuộc quận Hand, tiểu bang Nam Dakota, Hoa Kỳ. Năm 2010, dân số của xã này là 25 người.